# 桃井一至
桃井 一至（ももい かずし、1968年 - ）は、日本の写真家。京都府出身。
1968年、京都府生まれ。私立近江兄弟社高等学校卒業。
写真家の長友健二に師事の後、1990年に独立。現在はポートレート、コマーシャルなどの写真撮影をはじめ、カメラ関係書籍の執筆やWebレポートなどを多数。日本写真家協会会員。

## 出演
- NHK 趣味悠々・デジタル一眼レフ風景撮影術入門（2006年）
- NHK 趣味悠々・シーン別デジタルカメラ撮影術入門（2008年）

## 書籍
- オリンパスOM‐DE‐M10 Mark2基本&応用撮影ガイド
- デジタル一眼レフカメラが上手くなる本: 基本とシーン別の撮り方60
- 中高年のための最新デジタルカメラ使いこなし術